# Frans Formule 3-kampioenschap
Het Franse Formule 3-kampioenschap was het nationale Formule 3-kampioenschap van Frankrijk.
Het kampioenschap ontstond in 1964 en heeft veel bekende coureurs geproduceerd, met Alain Prost als het bekendste voorbeeld. Daarnaast hebben voormalige Formule 1-coureurs als Jean-Pierre Beltoise, Patrick Depailler, Jacques Laffite, Jean Alesi en Sébastien Bourdais ooit het kampioenschap gewonnen.
Na 2002 werd het kampioenschap samen met het Duitse Formule 3-kampioenschap samengevoegd in een Europees kampioenschap, de Formule 3 Euroseries.

## Kampioenen
| Seizoen                            | Coureur               | Team                          | Auto                                                                  |
| ---------------------------------- | --------------------- | ----------------------------- | --------------------------------------------------------------------- |
| 1964                               | Henri Grandsire       | Automobiles Alpine            | Automobiles Alpine-Renault A270                                       |
| 1965                               | Jean-Pierre Beltoise  | Matra Sports                  | Matra-Ford MS5                                                        |
| 1966                               | Johnny Servoz-Gavin   | Matra Sports                  | Matra-Ford MS5                                                        |
| 1967                               | Henri Pescarolo       | Matra Sports                  | Matra-Ford MS5                                                        |
| 1968                               | François Cevert       | Volant Shell                  | Tecno-Ford 68                                                         |
| 1969                               | François Mazet        | Volant Shell Lotus Components | Tecno-Ford 69 Lotus-Ford 59                                           |
| 1970                               | Jean-Pierre Jaussaud  | Volant Shell Winfield         | Tecno-Ford 70 Martini-Ford MK5                                        |
| 1971                               | Patrick Depailler     | Automobiles Alpine            | Automobiles Alpine-Renault A360                                       |
| 1972                               | Michel Leclère        | Automobiles Alpine            | Automobiles Alpine-Renault A364                                       |
| 1973                               | Jacques Laffite       | Oreca                         | Martini-Ford MK12                                                     |
| Tussen 1974 en 1977 niet gehouden. |                       |                               |                                                                       |
| 1978                               | Alain Prost           | Oreca                         | Martini-Renault MK21B                                                 |
| 1978                               | Jean-Louis Schlesser  | Jean-Louis Schlesser          | Chevron-Toyota B38                                                    |
| 1979                               | Alain Prost           | Oreca                         | Martini-Renault MK27                                                  |
| 1980                               | Alain Ferté           | Oreca                         | Martini-Renault MK27/31                                               |
| 1981                               | Philippe Streiff      | Motul Nogaro                  | Martini-Alfa Romeo MK34                                               |
| 1982                               | Pierre Petit          | David Price Racing            | Ralt-Toyota RT3 Ralt-Volkswagen RT3                                   |
| 1983                               | Michel Ferté          | Oreca                         | Martini-Alfa Romeo MK39                                               |
| 1984                               | Olivier Grouillard    | Oreca                         | Martini-Alfa Romeo MK42                                               |
| 1985                               | Pierre-Henri Raphanel | Oreca                         | Martini-Alfa Romeo MK45                                               |
| 1986                               | Yannick Dalmas        | Oreca                         | Martini-Volkswagen MK49                                               |
| 1987                               | Jean Alesi            | Oreca                         | Martini-Alfa Romeo MK52 Dallara-Alfa Romeo 386 Dallara-Alfa Romeo 387 |
| 1988                               | Érik Comas            | Oreca                         | Dallara-Alfa Romeo 388                                                |
| 1989                               | Jean-Marc Gounon      | Oreca                         | Reynard-Alfa Romeo 893                                                |
| 1990                               | Éric Helary           | Formula Project               | Reynard-Honda 903 Ralt-Honda RT34                                     |
| 1991                               | Christophe Bouchut    | Graff Racing                  | Ralt-Volkswagen RT33                                                  |
| 1992                               | Franck Lagorce        | Promatecme                    | Dallara-Opel 392                                                      |
| 1993                               | Didier Cottaz         | Formula Project Equipe        | Dallara-Fiat 393                                                      |
| 1994                               | Jean-Philippe Belloc  | Winfield                      | Dallara-Opel 393                                                      |
| 1995                               | Laurent Rédon         | Promatecme                    | Dallara-Fiat 394                                                      |
| 1996                               | Soheil Ayari          | Graff Racing                  | Dallara-Opel 396                                                      |
| 1997                               | Patrice Gay           | Graff Racing                  | Dallara-Opel 396                                                      |
| 1998                               | David Saelens         | ASM Formule 3                 | Dallara-Renault 396                                                   |
| 1999                               | Sébastien Bourdais    | La Filière                    | Martini-Opel MK79                                                     |
| 2000                               | Jonathan Cochet       | Signature                     | Dallara-Renault 399                                                   |
| 2001                               | Ryo Fukuda            | Saulnier Racing               | Dallara-Renault 399                                                   |
| 2002                               | Tristan Gommendy      | ASM Formule 3                 | Dallara-Renault 302                                                   |